# شهرستان دینگشیانگ
شهرستان دینگشیانگ (به لاتین: Dingxiang County) یک منطقهٔ مسکونی در چین است که در شینجو واقع شده‌است.